# Scott Wilson (Fußballspieler, 1977)
Scott Wilson (* 19. März 1977 in Edinburgh) ist ein ehemaliger schottischer Fußballspieler.

## Karriere

### Verein
Scott Wilson kam im Juli 1993 zu den Glasgow Rangers, für die er zunächst in der Youth Academy spielte. Das Profidebüt gab er bei den Rangers im Alter von 19 Jahren in der UEFA Champions League 1996/97 gegen Ajax Amsterdam im heimischen Ibrox Park. Zwei weitere Spiele folgten in der Champions League gegen die Grasshopper Zürich und AJ Auxerre, bevor er im Dezember 1996 in der Scottish Premier League gegen Hibernian Edinburgh debütierte. Bis zum Vereinswechsel im Jahr 2002 kam er insgesamt 77 Mal zum Einsatz, davon 48 Mal in der Premier League, wobei ihm ein Tor gegen Dundee United gelang. Mit den Rangers gewann Wilson, der meist als Ergänzungsspieler auf Einsatzzeiten kam, dreimal die Schottische Meisterschaft, sowie zweimal den Pokal und Ligapokal. Von März bis April 2002 wurde er an den FC Portsmouth verliehen, für den er fünfmal unter Harry Redknapp in der englischen First Division spielte. Im August 2002 unterschrieb der Defensivspieler einen Vertrag über zwei Jahre Laufzeit bei Dunfermline Athletic, den er später einige Male verlängerte. Zwei Wochen später debütierte er für das neue Team ausgerechnet gegen die Rangers, die durch Tore von Mikel Arteta, Fernando Ricksen und Barry Ferguson sowie eines Hattricks von Claudio Caniggia mit einer 0:6-Niederlage für Athletic endete. Mit Dunfermline erreichte Wilson das Pokalfinale im Jahr 2007, das durch ein Tor von Jean-Joël Perrier-Doumbé gegen Celtic Glasgow verloren ging. Von 2009 bis 2010 spielte er in der australischen A-League für North Queensland Fury, wo er seine Karriere beendete. 

## Erfolge
mit den Glasgow Rangers:
- Schottischer Meister (3): 1997, 1999, 2000
- Schottischer Pokalsieger (2): 1999, 2000
- Schottischer Ligapokalsieger (2): 1997, 1999